# Yuhong

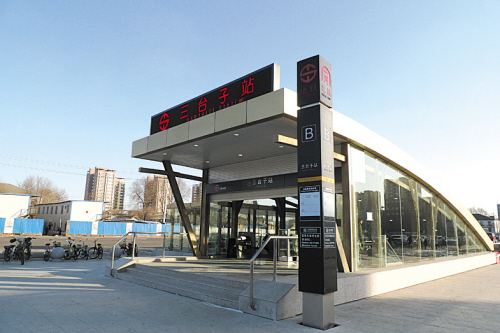
Station Santaizi der Shenyang Metro Linie 2

Yuhong (chinesisch 于洪区, Pinyin Yúhóng Qū) ist ein Stadtbezirk der Unterprovinzstadt Shenyang im Norden der chinesischen Provinz Liaoning. Er hat eine Fläche von 500 km² und zählt 1.066.062 Einwohner (Stand: Zensus 2020).

## Administrative Gliederung
Auf Gemeindeebene setzt sich Yuhong aus zwölf Straßenvierteln, einer Staatsfarm, einer Gefängnisstadt und einem Umerziehungslager zusammen. Diese sind:
- Straßenviertel Yingbinlu (迎宾路街道), Regierungssitz des Stadtbezirks;
- Straßenviertel Beiling (北陵街道);
- Straßenviertel Chengdonghu (城东湖街道);
- Straßenviertel Daxing (大兴街道);
- Straßenviertel Guanghui (光辉乡);
- Straßenviertel Lingxi (陵西街道);
- Straßenviertel Masanjia (马三家街道);
- Straßenviertel Nanyanghu (南阳湖街道);
- Straßenviertel Pingluo (平罗街道);
- Straßenviertel Shaling (沙岭街道);
- Straßenviertel Yuhong (于洪街道);
- Straßenviertel Zaohua (造化街道);
- Staatsfarm Guanghui (光辉农场);
- Gefängnisstadt (监狱城);
- Umerziehungslager Masanjia (马三家劳动教养院).